# 巴西藍紋鱸
巴西藍紋鱸，為輻鰭魚綱鱸形目鱸亞目藍紋鱸科的其中一種，分布於西南大西洋巴西海域，為特有種，深度3-22公尺，為熱帶海水魚，體長可達6.6公分，棲息在沿海珊瑚礁區，生活習性不明，可做為觀賞魚。

## 擴展閱讀
維基物種上的相關：巴西藍紋鱸